# Hoa tóc tiên
Hoa tóc tiên hay tóc tiên, dây tóc tiên, dương leo (danh pháp: Ipomoea quamoclit) là một loài thực vật có hoa trong họ Bìm bìm. Loài này được L. mô tả khoa học đầu tiên năm 1753.

## Hình ảnh

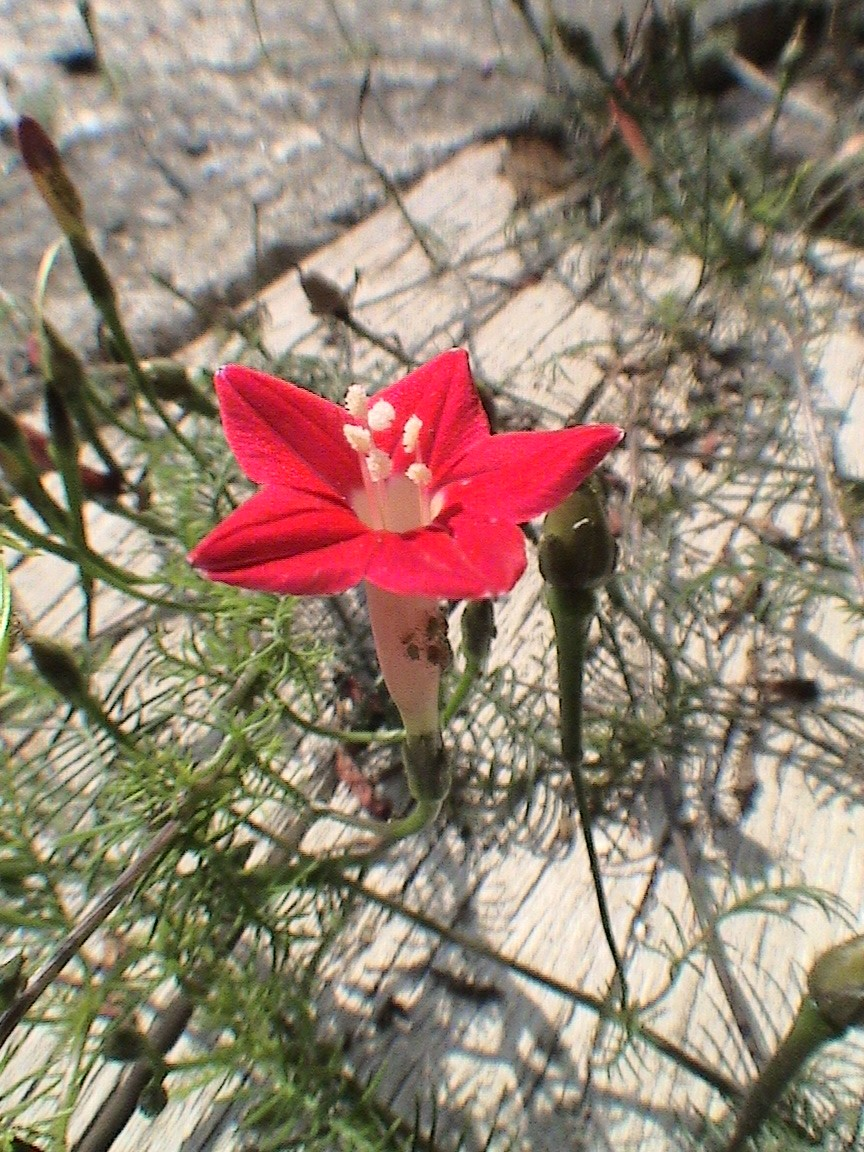
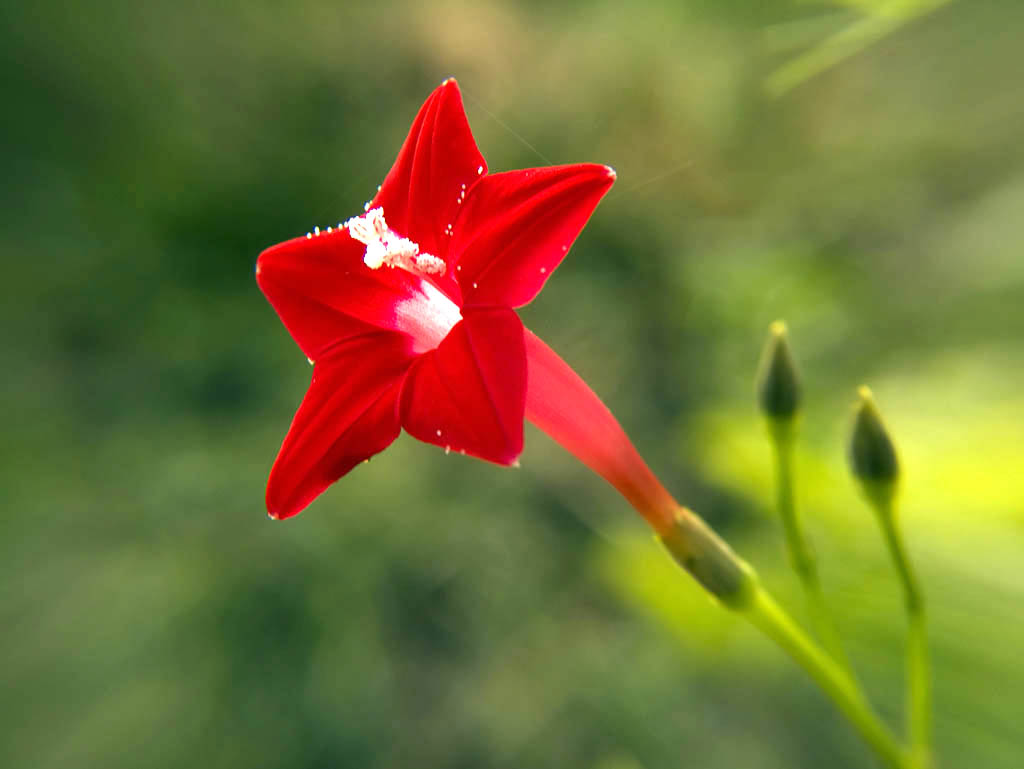
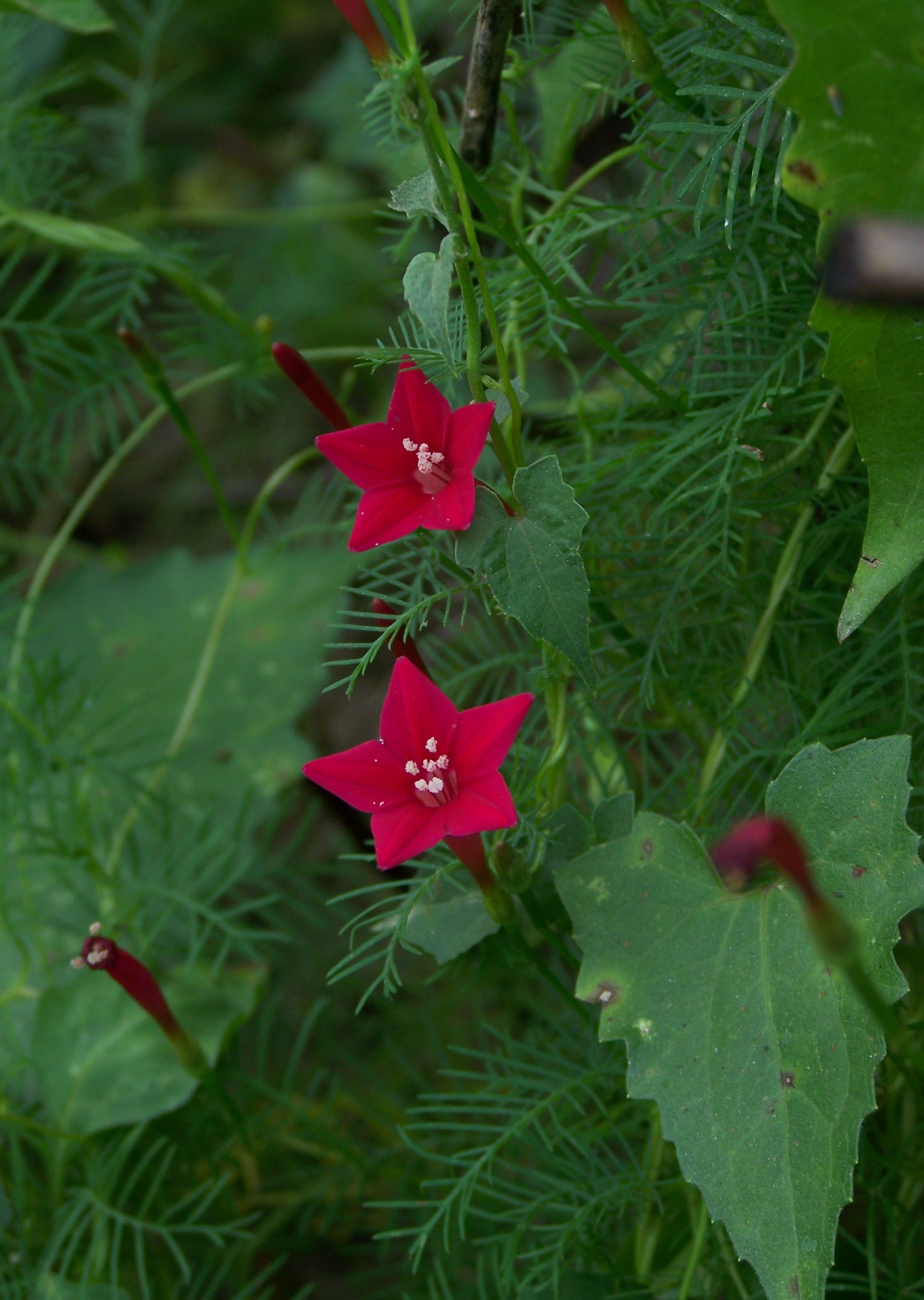
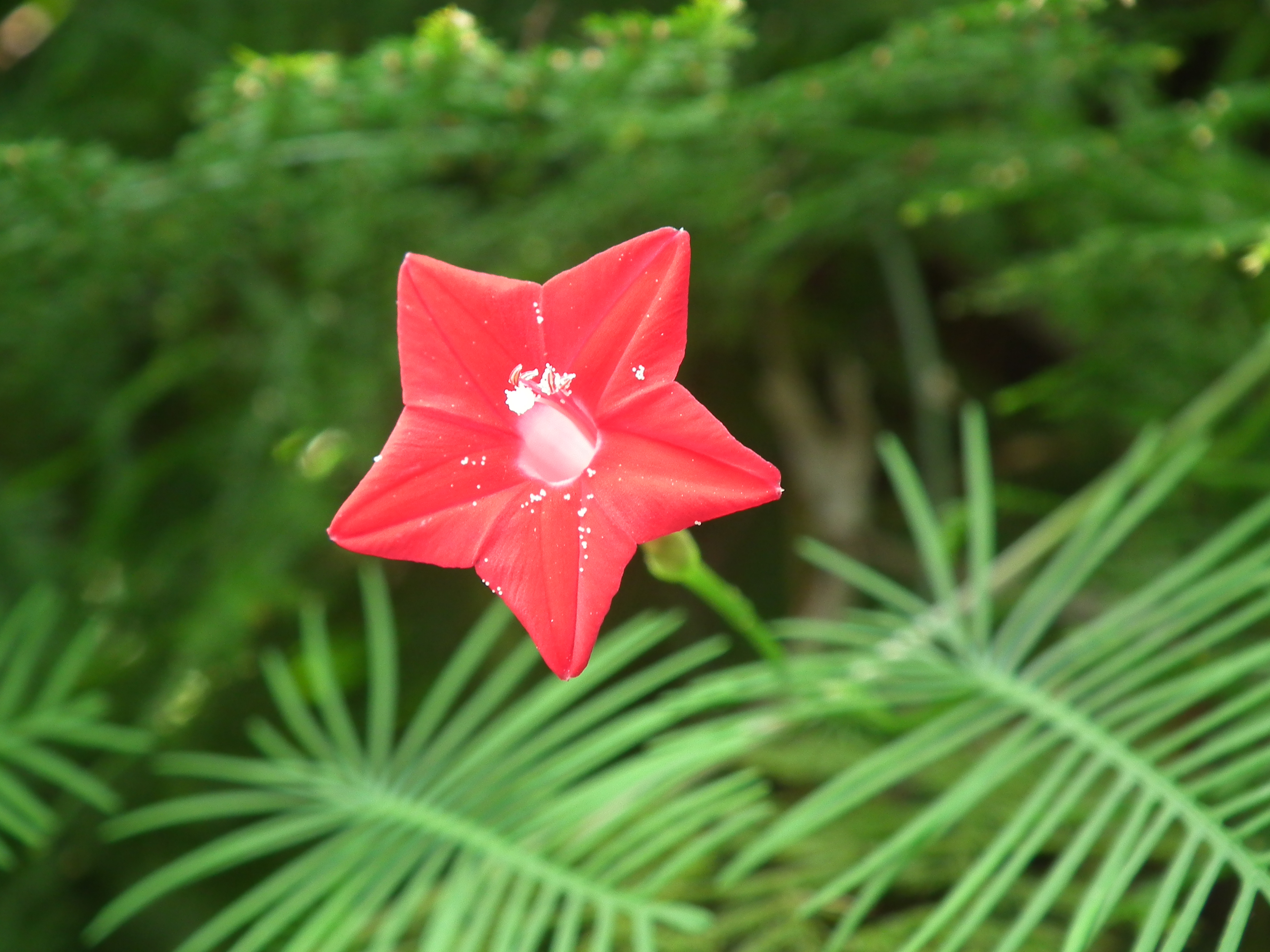